# Lissotriton maltzani
Espèce
Synonymes
- Triton maltzani Boettger, 1879

Lissotriton maltzani est une espèce d'urodèles de la famille des Salamandridae. 

## Répartition
Cette espèce est endémique du Sud-Ouest du Portugal.

## Publication originale
- Boettger, 1879 : Amphibien aus Südportugal. Zeitschrift für die Gesammten Naturwissenschaften, vol. 52, p. 497-534.